# Pyrrhocactus taltalensis
Pyrrhocactus taltalensis là một loài thực vật có hoa trong họ Cactaceae. Loài này được (F. Ritter) F. Ritter miêu tả khoa học đầu tiên năm 1959.